# أندرو بوزر
أندرو بوزر (بالإنجليزية: Andrew Bowser) هو كاتب سيناريو ومخرج أمريكي، ولد في 4 يناير 1982 في باوي في الولايات المتحدة.

## وصلات خارجية
- الموقع الرسمي
- أندرو بوزر على موقع IMDb (الإنجليزية)
- أندرو بوزر على موقع أول موفي (الإنجليزية)
- أندرو بوزر على موقع قاعدة بيانات الفيلم (الإنجليزية)
- أندرو بوزر على موقع كينوبويسك (الروسية)